# 1968 w nauce

## Zmarli
- 15 lutego Leopold Infeld, polski fizyk
- 1 kwietnia Lew Landau, fizyk radziecki

## Nauki przyrodnicze i ścisłe

### Astronomia
- W American Astronomical Society powstaje oddział: Division for Planetary Sciences.
- John G. Bolton – Nagroda Henry Norris Russell Lectureship przyznawana przez American Astronomical Society.

## Nagrody Nobla
- Fizyka – Luis Walter Alvarez
- Chemia – Lars Onsager
- Medycyna – Robert William Holley, Har Gobind Khorana, Marshall Nirenberg